# Gasbol
Gasbol — трубопровідна система, що доставляє природний газ із Болівії у ряд провінцій півдня Бразилії, зокрема до міст Сан-Паулу та Порту-Алегрі. Станом на 2016 рік найдовша газопровідна система Бразилії.
В кінці 1990-х добігав кінця довгостроковий контракт на постачання болівійського природного газу до Аргентини. На той час розвиток видобутку на родовищах басейну Неукен дозволяв останній сподіватись на самозабезпечення цим ресурсом та навіть початок експорту. Як наслідок, в Болівії розпочали пошуки нового покупця на призначені для експорту об'єми газу. В той же час, Бразилія стикнулась з дефіцитом електроенергії, яка традиційно вироблялась передусім на гідроелектростанціях, та вирішила звернути увагу на сучасні газові електростанції.
Рамочна угода про постачання блакитного палива між болівійською YPFB та бразильським нафтогазовим гігантом Petrobras була підписана у 1993 році. Для спорудження трубопроводу створили два пули учасників: на болівіській ділянці (GTB) — американська енергетична корпорація Enron (30 %), Shell (30 %), Болівійський пенсійний фонд (25 %),  Petrobras (9 %) та BBPP (6 %, спільне підприємство BG, El Paso та BHP); на бразильській ділянці (TBG) — Petrobras (51 %), BBPP (29 %), Enron (7 %), Shell (7 %) та Болівійський пенсійний фонд (6 %). Спорудження трубопроводу розпочали у 1997 році, а завершили через два роки (південну ділянку у 2000-му). Вартість створення системи пропускною здатністю біля 30 млн.м3 на день вартувала понад 2 млрд доларів США.
Маршрут газопроводу починається в районі Ріо-Гранде (куди через систему Gasyrg подається газ із основних болівійських родовищ на півдні країни) та пролягає до прикордонного бразильського пункту Корумба і далі до Кампінас неподалік від Сан-Паулу. Далі траса розгалужується на:
- південну частину системи Gasbol, яка слідує уздовж узбережжя до району міста Порту-Алегрі;
- перемичку Кампінас — Гуарарема, котра з'єднує Gasbol із трубопроводом Gaspal, через який можлива подача ресурсу до агломерації Сан-Паулу та  північний схід до штату Ріо-де-Жанейро.

Крім того, безпосередньо з району Кампінас бере початок трубопровід Gascar, який ствроює ще одне з'єднання зі штатом Ріо-де-Жанейро.
Загальна довжина системи Gasbol складає  3150 км, в тому числі болівійська ділянка 557 км. Із 2593 км бразильської частини 724 км припадає на південний відтинок між Кампінас та Порту-Алегрі. Діметр труб від Ріо-Гранде до Кампінас складає 800 мм, перемичка Кампінас — Гуарарема, так само як і початок ділянки у південному напряму, виконані в діаметрі 600 мм, тоді як на іншій частині газопроводу до Порту-Алегрі діаметр продовжує поступово зменшуватись — 500/450/400 мм.
Для забезпечення роботи газопроводу на болівійській ділянці споруджено 4 компресорні станції (три з двома агрегатами по 25000 к.с. та одна з трьома по 7000 к.с.). У Бразилії на відтинку між кордоном та Campinas працює 10 компресорних станцій (8 із двома агрегатами по 15000 к.с. та дві із чотирма по 7000 к.с.).
На початку 2000-х планувалось, що в районі Порту-Алегрі газопровід Gasbol за буде з'єднано із продовженням трубопроводу Aldea Brazilera – Uruguaiana, який доставлятиме аргентинський природний газ. Втім, даний проект невдовзі був зупинений на тривалий час внаслідок дефіциту ресурсу в самій Аргентині.
Від болівійської ділянки Gasbol відгалужується другий трубопровід між Болівією та Бразилією Сан Мігель – Куяба, призначений для поставок до штату Мату-Гросу.
Доправлений по газопроводу ресурсу, зокрема, використовують ТЕС Wiliam Arjona, ТЕС Трес-Лагоас, ТЕС Араукарія та ТЕС Каноас.